# Rasiguères
Rasiguères (okzitanisch Rasiguèras) ist ein Ort und eine südfranzösische Gemeinde mit 166 Einwohnern (Stand: 1. Januar 2022) im heutigen Département Pyrénées-Orientales in der Region Okzitanien. Die Gemeinde gehört zum Arrondissement Prades und zum Kanton La Vallée de l’Agly (bis 2015: Kanton Latour-de-France). Die Einwohner werden Rasiguèrois genannt.

## Lage
Rasiguères liegt etwa 23 Kilometer westnordwestlich von Perpignan im Fenouillèdes. Der Agly fließt durch den Süden der Gemeinde. Das Gemeindegebiet ist Teil des Regionalen Naturparks Corbières-Fenouillèdes. Umgeben wird Rasiguères von den Nachbargemeinden Maury im Norden, Planèzes im Osten, Cassagnes im Süden und Südosten, Caramany im Südwesten, Lansac im Westen sowie Lesquerde im Nordwesten.
Die Weinbaugebiete Rivesaltes und Côtes du Roussillon berühren das Gemeindegebiet.

## Bevölkerungsentwicklung
| Jahr                      | 1800 | 1851 | 1901 | 1954 | 1962 | 1968 | 1975 | 1982 | 1990 | 1999 | 2006 | 2012 |
| Einwohner                 | 166  | 214  | 309  | 216  | 235  | 228  | 152  | 162  | 165  | 168  | 139  | 167  |
| Quelle: Cassini und INSEE |      |      |      |      |      |      |      |      |      |      |      |      |

## Sehenswürdigkeiten
- Kirche Saint-Jean-Baptiste aus dem 18./19. Jahrhundert
- Ruinen der alten Kirche an der Brücke von Tournefort
- alte Brücke aus dem 14./15. Jahrhundert bei Tournefort
- alter Donjon aus dem 15. Jahrhundert mit den Resten der Befestigung
- Ruinen des Turms von Castellas aus dem 12./13. Jahrhundert
- Ruinen des Schlosses von Trémoine aus dem 17./18. Jahrhundert mit Turm aus dem 13. Jahrhundert